# Grizzly Gigante (árbol)

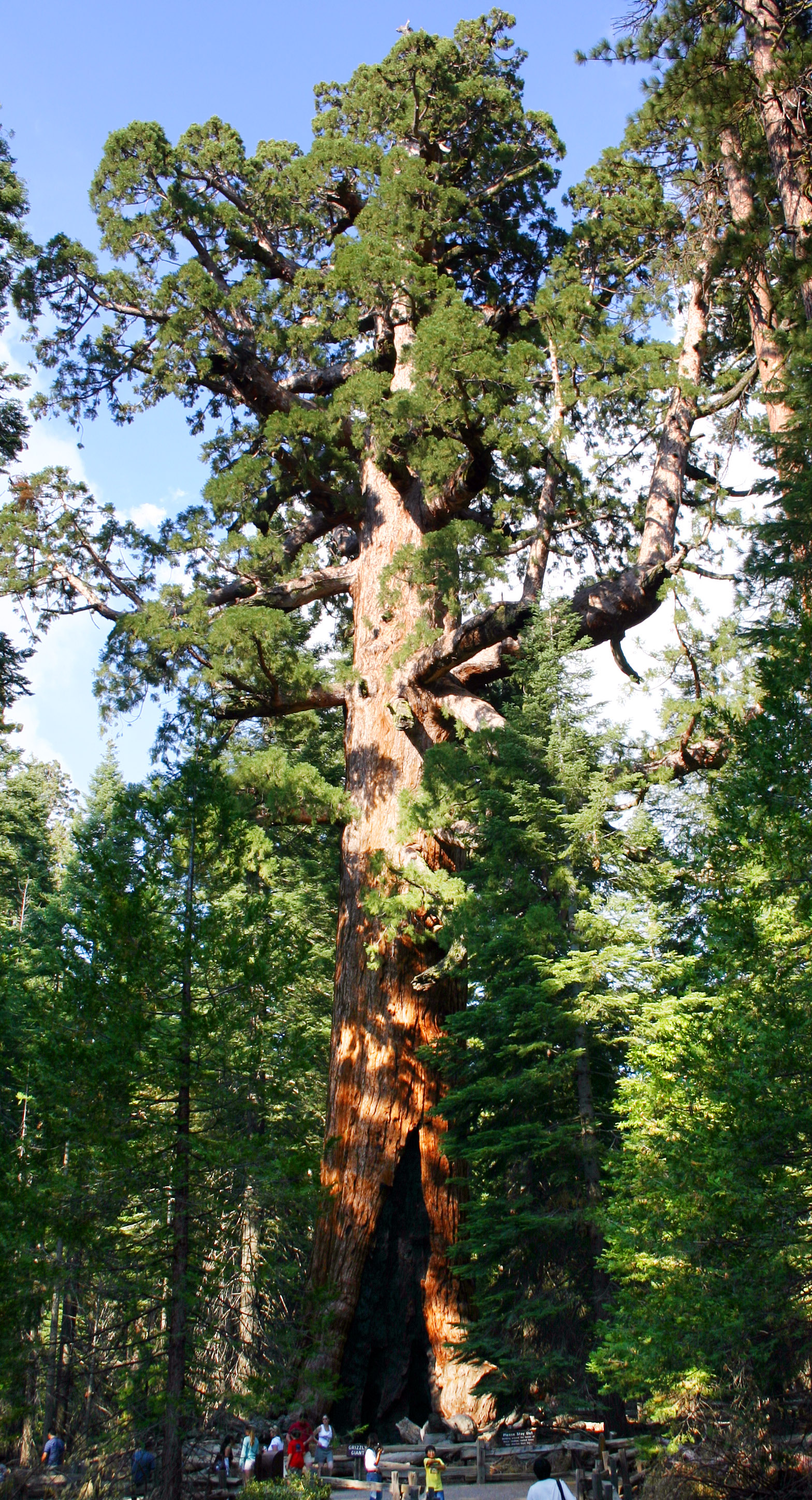
El Grizzly Gigante, una secuoya gigante, se encuentra entre las atracciones más populares de Mariposa Grove en el Parque Nacional Yosemite. (Para comparar la escala del árbol, las personas son visibles en la parte inferior de la foto).

El Grizzly Gigante es una secuoya gigante (Sequoiadendron giganteum) ubicada en Mariposa Grove, Parque Nacional de Yosemite . Se ha medido muchas veces; en 1990 Wendell Flint calculó su volumen en 962.9 m³  , lo que la convierte en la 26.ª secuoya gigante viva más grande .

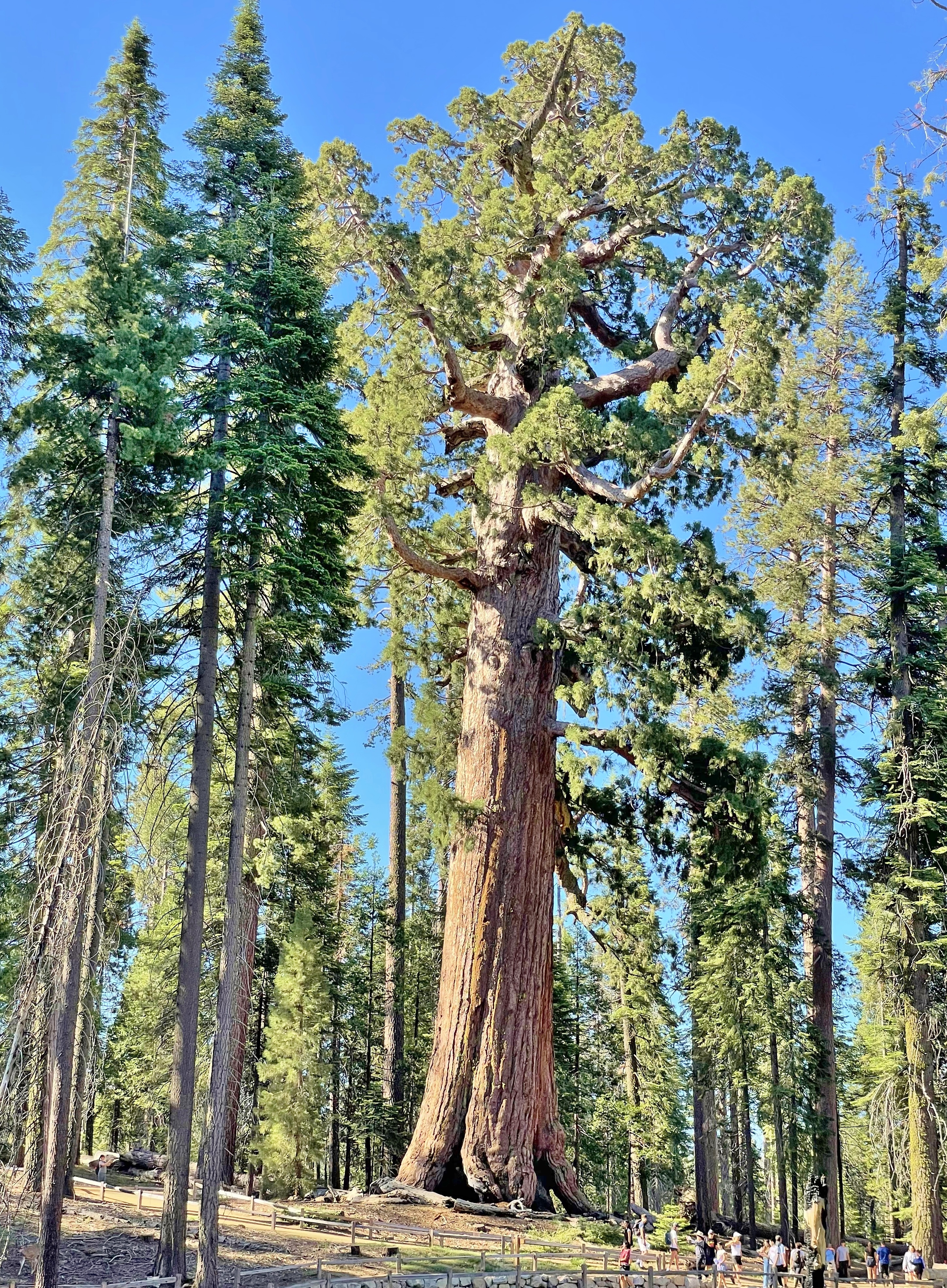
Otro ángulo de foto del Grizzly Gigante, también con personas visibles a escala. (4 de julio de 2023)

El Grizzly Giant es la secuoya más antigua de Mariposa Grove,  el bosque de secuoyas gigantes más grande del Parque Nacional Yosemite, con varios cientos de especímenes maduros. Hubo un tiempo en que el gigante grizzly era considerado el árbol más grande y antiguo del mundo,  con una edad de entre 2.000 y 3.000 años. En 2019, métodos científicos refinados de datación dieron como resultado una nueva estimación de la edad del Gigante Grizzly: 2995 años (más o menos 250 años).
El 16 de julio de 2022, el incendio de Washburn amenazó al Grizzly Gigante y a otros árboles en Mariposa Grove. El Servicio de Parques Nacionales utilizó aspersores para proteger el famoso árbol. 

## Dimensiones
| Altura sobre la base                     | 63,7 metros | 209,0 pies   |
| Circunferencia en el suelo               | 29,5 metros | 96,5 pies    |
| Diámetro de 1.5 metros arriba de la base | 7,8 metros  | 25,5 pies    |
| Volumen estimado del tronco              | 963 m³      | 34.000 pies³ |